# ارتخاء الجفن
ارْتِخاءُ الجَفْن يكون عبارة عن التهاب يصيب الجفن والذي يتميز بوجود مياه في الجفن والتي تكون نتيجة تمدد وبالتالي ارتخاء انسجة الجفن. يصيب هذا الاتهاب الجفن الأعلى ويمكن ان يحدث في الطرفين أو طرف واحد.

## ألية المرض
ارتخاء الجفن يكون نتيجة انتفاخ الجفن المتكرر، كل انتفاخة قد تستمر إلى أيام. ارتخاء الجفن كان يعتقد بان سببه وَذَمَةٌ وِعائِيَّةٌ عَصَبِيَّة وذمة وعائية أو تجمع للمياه في الانسجة. اصابة عضلات levator palpebrae superioris تسبب إِطْراق (تَدَلِّي الجَفَن) عندما تكون العضلات لا تستطيع مسك الجفن لأعلى.

## الأسباب
ارتخاء الجفن مرض لايعرف سببة في أغلب الحالات. هناك حالات جهازية متصلة بارتخاء الجفن كامراض القلب الخلفية مرض قلبي خلقي وومشاكل العمود الفقري وعَدَمُ التَخَلُّقِ الكُلْوِيّ غياب الكلية الخلقي.

## الانتشار
يكون أكثر انتشاراً بين صغار السن، وليس كبار السن.

## المضاعفات
المضاعفات قد تتضمن زيادة مرور الدم في قرنية العين ملتحمة hyperemia ووَذَمَةُ المُلْتَحِمَة وردينج وشَتَرٌ داخِلِيّ انطواء جفني وشتر خارجي شتر خارجي وتَدَلِّي الجَفَن ptosis.

## التشخيص
ارتخاء الجفن قد يتم الخلط بينه وبين ارتخاء الجلد ولكن يعتبرات حالات مختلفة.

## العلاج
العلاج الجراحي للجفن قد يكون ضرورياً وتكون في حالات كـ:-
- External levator aponeurosis tuck
- تدخل جراحي لتعديل الجفن Blepharoplasty
- Lateral canthoplasty
- Dermis fat grafts

وتستخدم لتصحيح ارتخاء الجفن بعد زوال المتلازمة.

## وصلات خارجية
- Review of Optometry handbook article on Blepharochalasis
- Picture of patient with Blepharochalasis
- BJO article abstract on Blepharochalasis